# Gaden uden nåde
Gaden uden nåde (amerikansk: Mean Streets) er en amerikansk gangsterfilm fra 1973, instrueret af Martin Scorsese med Harvey Keitel og Robert De Niro i hovedrollerne. Filmen hører til blandt Martin Scorseses tidlige værker og viser allerede her hans forkærlighed for det italiensk-amerikanske gangstermiljø i New York City.

## Priser
- Prisen for bedste mandlige birolle fra National Society of Film Critics til Robert De Niro